# Сілвашу-де-Жос
Сілвашу-де-Жос (рум. Silvașu de Jos) — село у повіті Хунедоара в Румунії. Адміністративно підпорядковане місту Хацег.
Село розташоване на відстані 283 км на північний захід від Бухареста, 24 км на південь від Деви, 135 км на південний захід від Клуж-Напоки, 132 км на схід від Тімішоари.

## Населення
За даними перепису населення 2002 року у селі проживали 437 осіб, з них 431 особа (98,6%) румунів. Рідною мовою 431 особа (98,6%) назвала румунську.